# Почти совершенная игра Армандо Галарраги

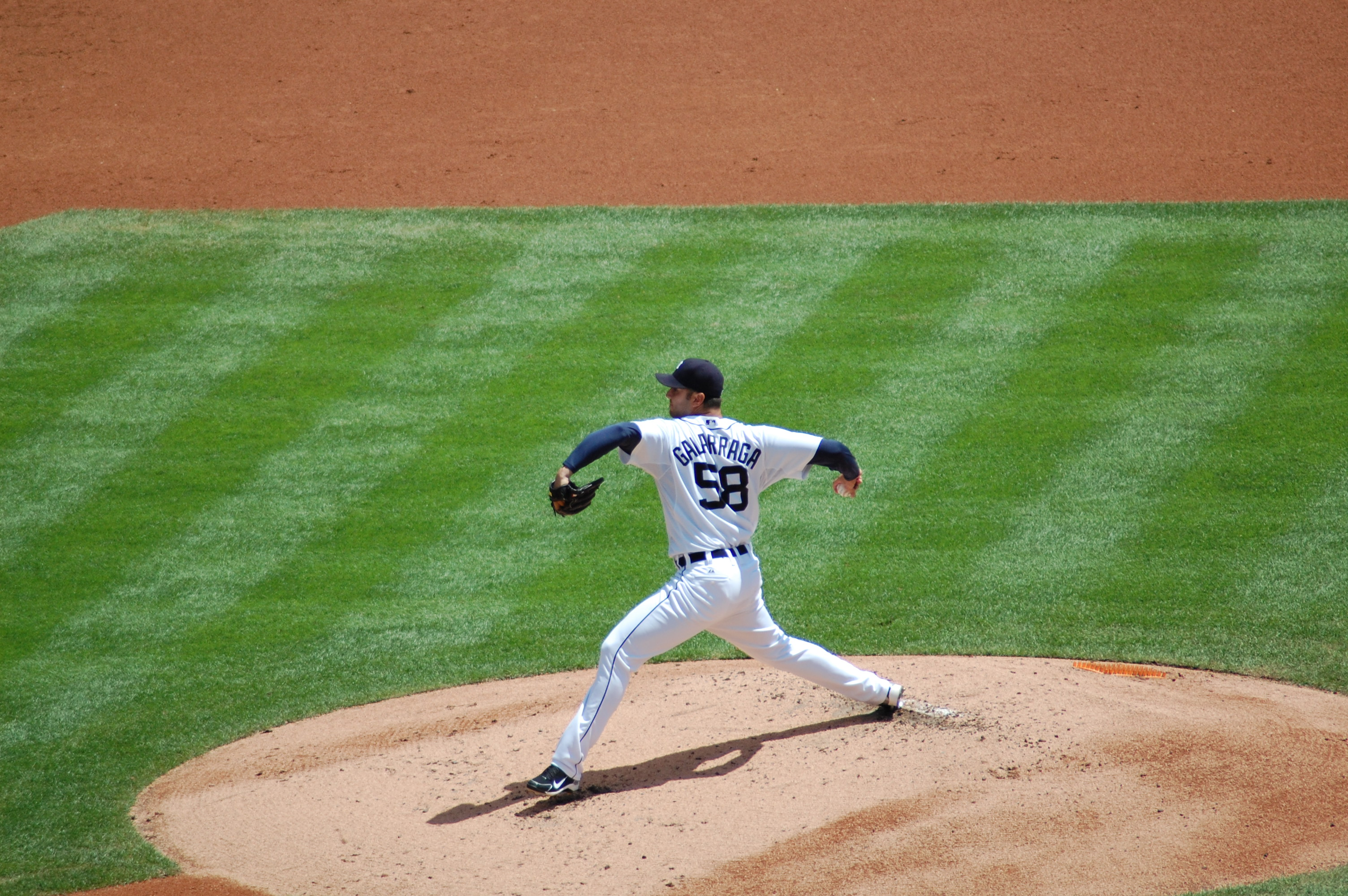
Игрок «Детройт Тайгерс» Армандо Галаррага в 2010 году

2 июня 2010 года на стадионе «Комерика-парк» в Детройте (штат Мичиган) питчер команды Главной лиги бейсбола «Детройт Тайгерс» Армандо Галаррага был близок к тому, чтобы стать 21-м питчером в истории Главной лиги, сыгравшим совершенную игру. В матче против «Кливленд Индианс» Галаррага выбил из игры 26 отбивающих, однако его надежда на совершенную игру пропала, когда судья первой базы Джим Джойс принял неправильное решение, посчитав, что 27-й отбивающий «Индианс» Джейсон Дональд, выбив граунд-бол, добежал до первой базы. Таким образом, Галаррага закончил игру с однохитовым шатаутом, а его команда победила со счётом 3:0. В матче питчер сыграл против 28 отбивающих, кинул 88 подач (67 страйков и 21 бол), сделав 3 страйк-аута. Впоследствии этот матч получил название «28-аутовая совершенная игра», «Несовершенная игра» или просто «Игра Галарраги».
Понимая, что принял неправильное решение, Джойс после игры попросил прощение у Галарраги, который с пониманием отнёсся к его ошибке и простил судью. В послематчевом интервью журналистам Армандо без иронии сказал: «Никто не идеален». Позже Галаррага стал одним из многих людей в Главной лиге бейсбола, высказавшихся в поддержку Джойса. После игры судья и питчер встретились с журналистами и Джойс извинился за свою ошибку. Такое достойное поведение двух участников события принесло им широкое одобрение и похвалу.

## Ход матча

Видеоклип ключевого момента матча, когда Армандо Галаррага ловит мяч на первой базе раньше, чем Джейсон Дональд наступает на неё

Уже во втором иннинге «Тайгерс» набрали первое очко после сольного хоум-рана Мигеля Кабреры. Ещё два очка команда набрала в восьмом иннинге. Вначале Остин Джексон и Джонни Дэймон выбили по синглу, а затем игроки смогли добежать до домашней базы после сингла Магглио Ордонеса и ошибки при броске Шин Со Чу.
В верху девятого иннинга центр-филдер «Тайгерс» смог на бегу поймать тяжёлый мяч после удара игрока Кливленда Марка Грудзиланека и сохранить надежду на совершенную игру. Эту ловлю впоследствии сравнивали с невероятной ловлей Дивэйна Уайса в девятом иннинге совершенной игры Марка Бюрле в 2009 году. Второй отбивающий «Индианс» Майк Редмонд выбил граунд-аут. Затем Джейсон Дональд отбил в центр инфилда, прямо на Мигеля Кабреру. Галаррага в это время переместился с питчерской горки на первую базу, куда Кабрера передал ему мяч, и почти одновременно с ним базу достиг и Дональд. Однако судья первой базы Джим Джойс зафиксировал сэйф, считая, что отбивающий достиг базы раньше, чем мяч оказался в ловушке Армандо. Позже видеповтор показал, что Мигель Кабрера успел сделать передачу Галарраге, который прикрывал первую базу, таким образом тот выбил из игры Дональда. Из-за пассивной игры в защите, Дональду удалось перебежать на вторую, а затем и на третью базу во время выхода на биту четвёртого отбивающего Тревора Кроу. В итоге, Кроу выбил граунд-аут, а игра закончилась со счётом 3:0 в пользу «Тайгерс».

## Статистика
| Команда  | 1 | 2 | 3 | 4 | 5 | 6 | 7 | 8 | 9 | R | H | E |
| -------- | - | - | - | - | - | - | - | - | - | - | - | - |
| Кливленд | 0 | 0 | 0 | 0 | 0 | 0 | 0 | 0 | 0 | 0 | 1 | 1 |
| Детройт  | 0 | 1 | 0 | 0 | 0 | 0 | 0 | 2 | X | 3 | 9 | 0 |

WP: Армандо Галаррага (2–1)  LP: Роберто Эрнандес (4–4)  
Хоум-раны:  DET – Мигель Кабрера (15)

### Протокол
| Кливленд        | AB | R | H | RBI | BB | SO | LOB | AVG  |
| --------------- | -- | - | - | --- | -- | -- | --- | ---- |
| Кроу, CF        | 4  | 0 | 0 | 0   | 0  | 0  | 1   | .240 |
| Чу, RF          | 3  | 0 | 0 | 0   | 0  | 0  | 0   | .275 |
| Кернс, LF       | 3  | 0 | 0 | 0   | 0  | 1  | 0   | .282 |
| Хэфнер, DH      | 3  | 0 | 0 | 0   | 0  | 0  | 0   | .258 |
| Перальта, 3B    | 3  | 0 | 0 | 0   | 0  | 1  | 0   | .243 |
| Браньян, 1B     | 3  | 0 | 0 | 0   | 0  | 0  | 0   | .235 |
| Грудзиланек, 2B | 3  | 0 | 0 | 0   | 0  | 1  | 0   | .283 |
| Редмонд, C      | 3  | 0 | 0 | 0   | 0  | 0  | 0   | .220 |
| Дональд, SS     | 3  | 0 | 1 | 0   | 0  | 0  | 0   | .280 |
| Всего           | 28 | 0 | 1 | 0   | 0  | 3  | 1   | .243 |

| Кливленд | IP | H | R | ER | BB | SO | HR | ERA  |
| -------- | -- | - | - | -- | -- | -- | -- | ---- |
| Эрнандес | 8  | 9 | 3 | 2  | 0  | 3  | 1  | 3.53 |

| Детройт      | AB | R | H | RBI | BB | SO | LOB | AVG  |
| ------------ | -- | - | - | --- | -- | -- | --- | ---- |
| Джексон, CF  | 4  | 1 | 3 | 0   | 0  | 0  | 0   | .332 |
| Дэймон, LF   | 4  | 1 | 1 | 0   | 0  | 0  | 2   | .277 |
| Келли, LF    | 0  | 0 | 0 | 0   | 0  | 0  | 0   | .277 |
| Ордонес, RF  | 4  | 0 | 1 | 1   | 0  | 0  | 0   | .307 |
| Кабрера, 1B  | 4  | 1 | 2 | 1   | 0  | 1  | 1   | .351 |
| Боэш, DH     | 3  | 0 | 1 | 0   | 0  | 1  | 0   | .319 |
| Гиллен, 2B   | 3  | 0 | 0 | 0   | 0  | 0  | 2   | .265 |
| Айндж, 3B    | 3  | 0 | 0 | 0   | 0  | 1  | 2   | .232 |
| Авила, C     | 3  | 0 | 1 | 0   | 0  | 0  | 0   | .192 |
| Сантьяго, SS | 3  | 0 | 0 | 0   | 0  | 0  | 1   | .239 |
| Всего        | 31 | 3 | 9 | 2   | 0  | 3  | 8   | .267 |

| Детройт   | IP | H | R | ER | BB | SO | HR | ERA  |
| --------- | -- | - | - | -- | -- | -- | -- | ---- |
| Галаррага | 9  | 1 | 0 | 0  | 0  | 3  | 0  | 2.57 |

Источник: MLB.com

## Место в истории
Всего за четыре дня до этого матча, Рой Халлидей отыграл совершенную игру против «Филадельфии Филлис», а двадцать дней до этого события Даллас Брейден сыграл совершенную игру против «Окленд Атлетикс». Эти две игры стали первыми в современной эре, состоявшиеся не только в одном сезоне, но и в одном месяце. Во время совершенной игры Брейдена Джойс работал судьёй на второй базе.
Двадцать дней между совершенными играми Брейдена и Холлидея были самым маленьким временным промежутком между совершенными матчами с 1880 года и был шанс, что впервые в истории МЛБ произойдёт три таких события за такой маленький отрезок времени. Если бы матч Галарраги отсудили правильно, то четырёхдневный промежуток между двумя совершенными играми побил бы 130-летний рекорд, впервые в истории три подряд ноу-хиттера стали бы совершенными играми, три совершенные игры произошли в одном сезоне (в 2012 году это достижение покорилось Филиппу Хамберу, Мэтту Кейну и Феликсу Эрнандесу), впервые три совершенные игры произошли меньше чем за месяц, впервые четыре совершенные игры произошли меньше чем за год (в июле 2009 года питчер «Чикаго Уайт Сокс» Марк Бюрле сыграл совершенную игру) и впервые четыре совершенные игры состоялись в череде пяти хоу-хиттеров.
Этот матч также стал бы первой совершенной игрой в 110-летней истории «Тайгерс». 83 подачи, сделанные до неправильного решения судьи, стали бы наименьшим количеством подач в совершенной игре с 1908 года. Почти совершенная игра Галарраги стала первой после матча Майка Массины, прошедшего 2 сентября 2001 года, когда идеальный матч сорвался на 27-м отбивающем Карле Эверетте. Матч стал третьим случаем, когда питчер «Тайгерс» был так близко к совершенной игре: 15 апреля 1983 года Мэтт Уилкокс не смог удачно сыграть против 27-го отбивающего, а 5 августа 1932 года Томми Бриджес также оступился на 27-м отбивающем.
Почти совершенная игра Галарраги стала десятой в истории главной лиги, когда 27-й отбивающий становился на пути к этому достижению. Лишь один раз до этого случая неправильное решение судьи, которое позже было признано ошибочным, не дало питчеру отыграть совершенный матч. 4 июля 1908 года питчер «Нью-Йорк Джайентс» Хук Уилтц выбил из игры 26 отбивающих и, при счёте 2-2, попал мячом в питчера «Филадельфии Филлис» Джорджа Маккуиллана. Позже судья Сай Риглер признался, что предыдущую подачу он должен был засчитать как страйк, таким образом закончить иннинг. В итоге команда Уилтца одержала победу со счётом 1:0, а его бросок, попавший в отбивающего, отделил его от совершенной игры

## Влияние

### Армандо Галаррага и Джим Джойс
Получив пас от Кабреры и наступив на первую базу, Галаррага начал праздновать своё достижение. Но услышав решение судьи, он на некоторое время застыл, затем криво улыбнулся и вернулся на питчерскую горку. После игры Галаррага рассказал репортёрам, что на данный момент это лучшая игра в его жизни и что Джойс «вероятно чувствует себя хуже, чем он. Никто не идеален. Я понимаю. Я отдаю ему должное за то, что он сказал „Я должен поговорить с тобой“. Вы никогда не услышите, чтобы судья говорил такое после игры. Я обнял его». Он также сказал журналистам: «Я знаю, что отработал совершенную игру. Я верю, что заслужил это. Я сыграл совершенную игру. Может про это не напишут в книгах, но когда-нибудь я скажу своему сыну: „Однажды я сыграл совершенную игру“. И покажу ему запись», а позже назвал своё выступление «28-аутовым совершенным матчем». Менеджер «Тайгерс» Джим Лейланд добавил: «Это вопиющие безобразие. Джим [Джойс] классный парень. Это звучит безумно, но после просмотра повтора никто не чувствовал себя хуже, чем он. Из-за накала страстей я немного покричал после игры. Я не думаю, что вы так же злы на судью, как мог бы парнишка — и он имел бы на это право». Лейланд также сказал, что решение Джойса было «человеческим фактором в игре».
Джойс, опытный судья с 22-летним стажем, после игры, после просмотра видеоповтора со слезами на глазах сказал: «Моё решение было неправильным» и добавил, что забрал у бейсболиста совершенную игру. Джойс сказал, что в тот момент думал, что Дональд успел дотронуться до базы раньше, чем Галаррага получил мяч и был уверен в этом до того момента, пока не посмотрел повтор. Позже судья добавил: «Я не хотел, чтобы это момент был моими 15 минутами славы. Я бы хотел, чтобы эти 15 минут славы пришлись на моё отличное решение в Мировой серии. Надеюсь, что мои 15 минут славы закончились сейчас».
Перед игрой следующего дня Джойс со слезами на глазах встретил Галаррагу возле домашней базы, чтобы получить данные о составе «Тайгерс» на игру. Мужчины пожали друг другу руки и Джойс похлопал питчера по плечу. Ответственность Джойса и его сожаление о содеянном и достойное поведение Галарраги получили широкое одобрение и похвалу за то что они смогли превратить неблагоприятную ситуацию в положительный момент.

### В Главной лиге бейсбола
Множество людей, имеющих отношение к Главной лиге бейсбола, высказались в поддержку Джойса и отметили его исключительную репутацию. Питчер «Нью-Йорк Янкис» Мариано Ривера сказал: «Это случилось с лучшим судьёй в лиге. С лучшим. И с настоящим джентльменом… Жаль их обоих, питчера и судью. Но я вам скажу, он — лучшее, что есть в бейсболе и хороший парень. Просто жаль». Бывший питчер «Чикаго Кабс» Милт Пэппас так прокомментировал эту игру: «Я бы сказал [Галарраге], я тебя понимаю. В истории бейсбола было всего 20 совершенных игр. Я был в такой же ситуации с судьей. Но, в итоге, я хотя бы сыграл ноу-хиттер. Ты — нет. Ты отыграл выдающуюся игру. По крайней мере ты получил удовлетворение, что судья признался в своей ошибке. Но это не помогло в твоей ситуации». Сам Пэппас попал в похожую ситуацию 2 сентября 1972 года. На бите находился 27-й отбивающий Ларри Стол и судья Брюс Фромминг при двух болах и двух страйках назвал пятую, пограничную подачу, болом, таким образом дав Столу сделать уолк. Бывший питчер «Янкис» Дон Ларсен, который 8 октября 1956 года сыграл четвёртую совершенную игру в современной эре и единственную в истории Мировых серий, сказал: «Мне жалко судью и мне очень жаль парня. Прямо сейчас он вероятно думает на чьей же стороне Бог».

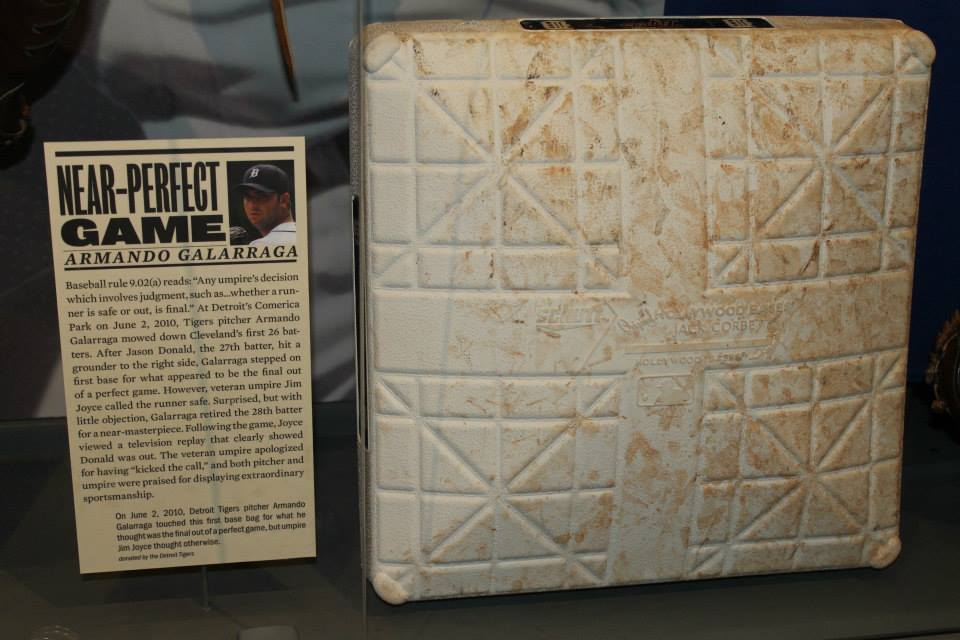
Первая база со стадиона «Комерика-парк» в Детройте выставлена в бейсбольном Зале славы

Неправильное решение судьи привело к тому, что многие спортивные журналисты стали призывать чаще использовать видеоповторы, которые в то время использовались только для просмотра спорных хоум-ранов. Многие журналисты также обратились к комиссару МЛБ Баду Силигу, чтобы тот отменил решение Джойса и официально объявил этот матч как совершенный. 3 июня Силиг объявил, что МЛБ будет рассматривать вопрос об использовании видеоповторов и судействе, но ничего конкретного о Джойсе так и не сказал. Позже официальные лица лиги сообщили Associated Press, что решение судьи пересматриваться не будет. За свои достижения в этой игре, 7 июля Галаррага был назван игроком недели Американской лиги. Позже предметы с этой игры: первая база, мяч и кроссовки Галарраги были выставлены в бейсбольном Зале славы.
Менее чем через две недели после события журнал ESPN The Magazine опубликовал результаты анонимного опроса, проведённого среди 100 действующих игроков МЛБ. На вопрос, кто является лучшим судьёй в МЛБ, 53 % опрошенных ответили, что Джойс. Второе место с отставанием в 19 голосов занял Тим Маккелланд. Один из опрошенных сказал: «Самое печальное в игре Галарраги то, что Джим Джойс действительно является одним из лучших судей…Он всегда судит честно и так много игроков его любят. Все делают ошибки и это ужасно, что такое произошло с ним». Более того, 86 % опрошенных игроков одобрительно высказались о решении Силига не отменять решение судьи и 77 % игроков было против ввода просмотра повторов в спорных ситуациях на базах.

### За пределами бейсбола
3 июня пресс-секретарь Белого дома Роберт Гиббс во время утренней пресс-конференции сказал: «Я надеюсь, что бейсбол наградит этого питчера совершенной игрой» и пошутил, добавив, что Белый дом «будет работать над распоряжением на этот счёт». Он добавил: «То, как судья взял на себя ответственность и то, как питчер принял это, — такое достойное поведение было продемонстрировано там. Я думаю, это требует большого сердца…То, как кто-то признаёт, что сделал ошибку и то, как кто-то принимает извинения от того, кто сделал ошибку. Я думаю, это хороший урок в бейсболе. И хороший урок для Вашингтона». Губернатор штата Мичиган Дженнифер Грэнхолм также выпустила заявление, в котором говорилось: «Я, Дженнифер М. Грэнхольм, губернатор штата Мичиган, этим заявляю, что Армандо Галаррага сыграл совершенную игру».
Бывший ведущий SportsCenter Кит Олберман посвятил часть специального выпуска своего политического шоу Countdown под названием «Худший человек в мире», в котором он раскритиковал отказ Бада Силига пересмотреть решение судьи. Обычно Олберман в передаче показывает список трёх «Худших», в этой же все три места достались Силигу, так как «только он сегодня может быть Худшим человеком». Олберман привёл решение президента Американской лиги Ли Макфелса в известном инциденте 1983 года с участием Джорджа Бретта, когда решение судьи было отменено руководством лиги. В передаче ведущий обсудил происшествие с губернатором Грэнхолм и документалистом Кеном Бёрнсом.
На следующий день после игры, на церемонии перед игрой «Тайгерс», компания General Motors подарила Галарраге красный кабриолет Chevy Corvette Grand-Sport 2010 года, отдав дань уважения его выдающемуся выступлению на поле и за его пределами. Президент GM в Северной Америке Марк Реюсс сказал, что то, как питчер повёл себя в этой ситуации достойно уважения. Галаррага также получил «Медаль разумности» от Джона Стюарта на Rally to Restore Sanity and/or Fear. 14 июля 2010 года в театре Нокиа в Лос-Анджелесе Джойс и Галаррага совместно представляли награду ESPY в номинации «Лучший момент», победителем которой стал гол, забитый Лэндоном Донованом в игре сборной США против Алжира на чемпионате мира 2010 года.

### Книга и изменение правил в МЛБ
Армандо Галаррага и Джим Джойс совместно с Дэниелом Пэйснером написали книгу под названием «Nobody’s Perfect», в которой рассказали своё виденье матча и о том, что произошло после него. В июне 2011 года, через год после почти совершенной игры, Главная лига бейсбола выпустила правило, в котором говорилось, что Джойс не может судить игры, в которых принимает участие команда Галарраги. Из-за выпуска книги оба участника тех событий стали бизнес-партнёрами и их отношения могли повлиять на решения Джойса во время игры. Подобное ограничения лига также наложила на судью Джима Вульфа, которому запретили судить матчи с участием его младшего брата Рэнди.